# راسيل مارشال
راسيل مارشال (بالإنجليزية: Russell Marshall)‏ هو دبلوماسي وسياسي نيوزلندي، ولد في 15 فبراير 1936 في نيلسون في نيوزيلندا. حزبياً، نشط في حزب العمال النيوزيلندي. وقد انتخب وزير التعليم ‏ وانتخب عضو مجلس النواب النيوزيلندي.

## روابط خارجية
- راسيل مارشال على موقع مونزينجر (الألمانية)